# Turbina de aire de impacto

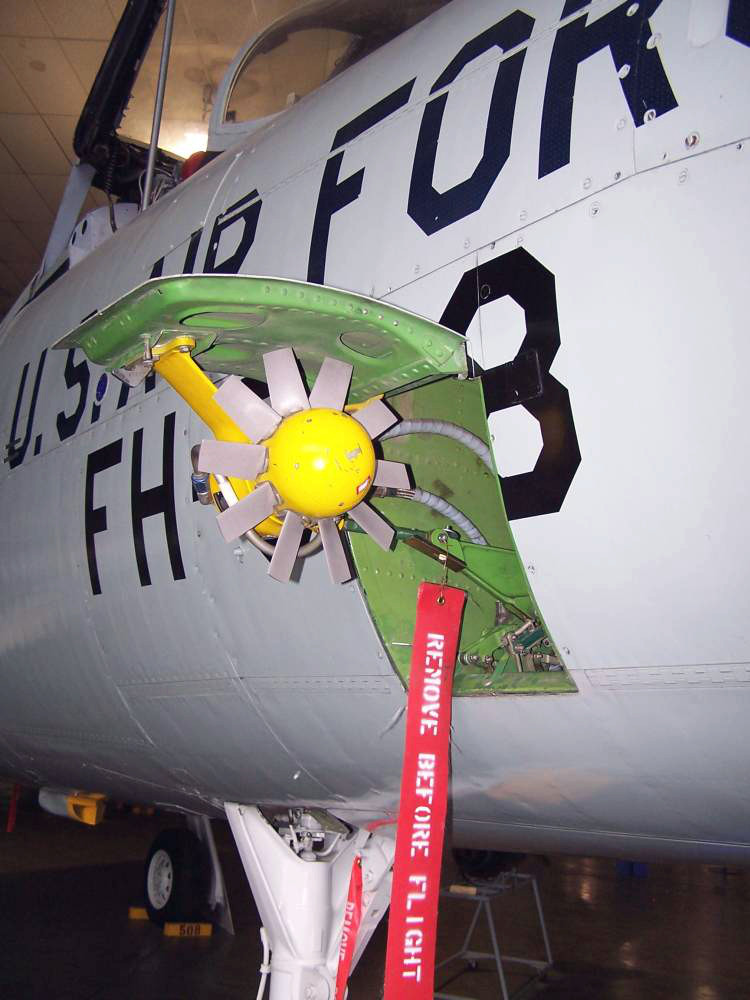
Turbina de aire de impacto de un F-105 Thunderchief.

Una turbina de aire de impacto (término abreviado a veces con las siglas «RAT», del inglés Ram Air Turbine) es una pequeña turbina conectada a una bomba hidráulica o un generador eléctrico, instalado en una aeronave para generar electricidad. Las turbinas de aire de impacto generan electricidad al girar las aspas por el flujo de aire producido por la propia velocidad de la aeronave.
Los aviones modernos solo utilizan turbinas de aire de impacto en caso de emergencia extrema, cuando se han perdido los sistemas primarios y auxiliares. La turbina de aire de impacto puede mantener solo sistemas vitales (controles de vuelo y sus correspondientes accionadores hidráulicos e instrumentación de vuelo crítica).
Las aeronaves modernas producen potencia de los motores principales o de una unidad de energía auxiliar (APU por sus siglas en inglés) que suele estar montada en la cola del avión. Ambos sistemas generan potencia quemando combustible. En cambio la turbina de aire de impacto es una turbina que genera corriente por la propia velocidad del avión por lo que a poca velocidad se genera poca potencia. En condiciones normales la turbina de aire de impacto está recogida dentro del fuselaje del aparato, desplegándose en caso de pérdida total de energía. En principio unas baterías alimentan el avión durante el tiempo que transcurre entre la pérdida de energía y el funcionamiento de esta turbina auxiliar.
Las RAT se usan comúnmente en aviación militar ya que estos aparatos deben sobrevivir en caso de pérdida total de energía. La mayoría de aviones comerciales modernos están equipos con turbina de aire de impacto, siendo el Vickers VC-10 uno de los primeros en usarlas. El Airbus A380 tiene la turbina de aire de impacto con las hélices más grandes, alcanzando los 1,63 metros de diámetro, si bien la mayoría de modelos usan hélices alrededor de 80 cm de diámetro. Una turbina de aire de impacto media produce entre 5 y 70 kW de potencia.

## Incidentes en aviación

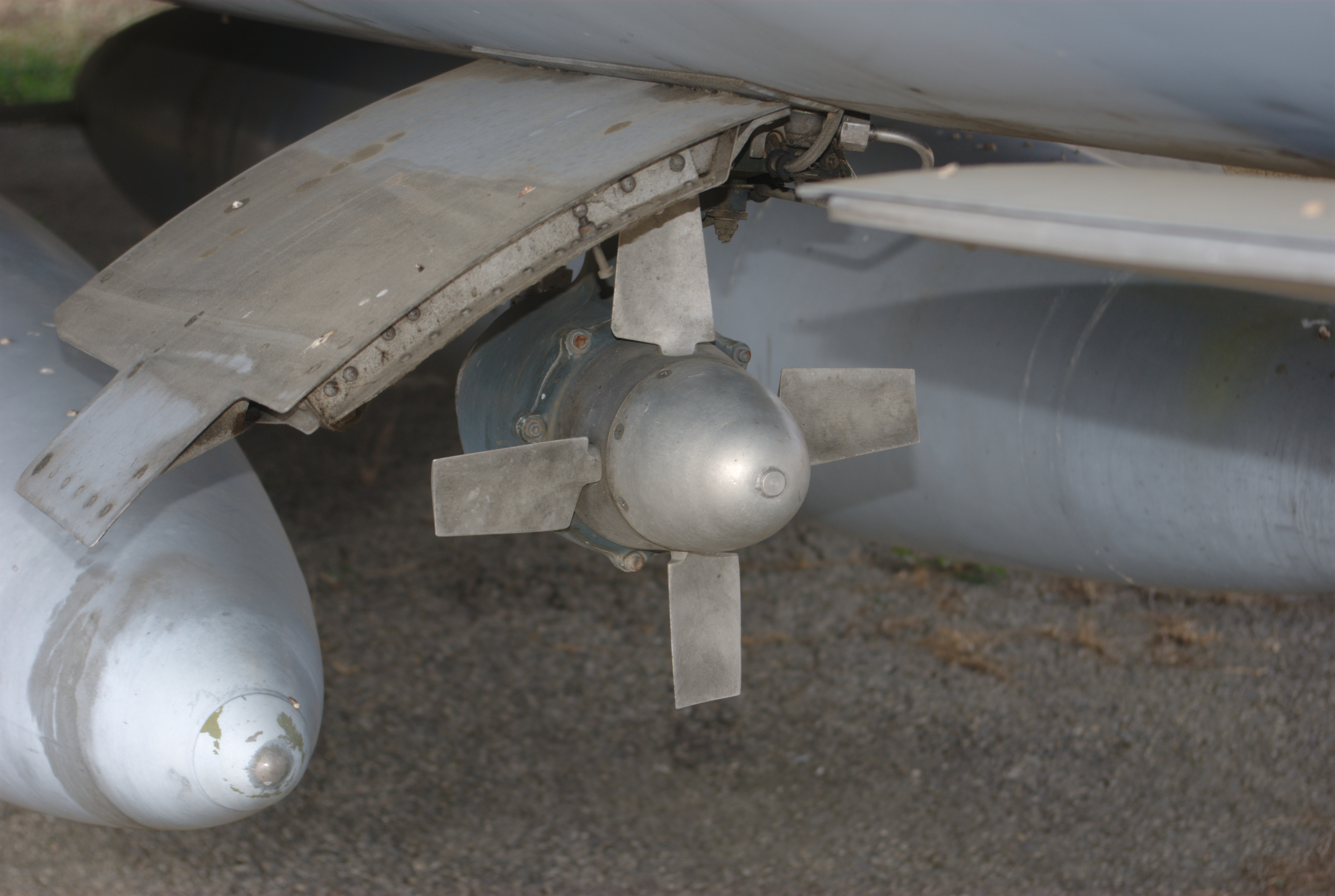
Turbina de aire de impacto de un Saab 35 Draken.

Esta es una lista de incidentes donde la turbina de aire de impacto estuvo involucrada:
- Vuelo 143 de Air Canada, también conocido como incidente Gimli Glider
- Vuelo 236 de Air Transat
- Vuelo 961 de Ethiopian Airlines
- vuelo 3701 de Pinnacle Airlines
- Vuelo 1549 de US Airways (Usaron APU, no RAT)
- Vuelo 1325 de LATAM, suceso ocurrido en un vuelo entre Santiago de Chile y Asunción, Paraguay.
- Vuelo_171_de_Air_India, accidente del vuelo AI171 entre las ciudades de Ahmedabad, India y Londres, Reino Unido, que se estrelló segundos después del despegue.

Todas esas ocasiones